# Maren Lundby
Maren Olstad Lundby (Gjøvik, 7 september 1994) is een Noorse schansspringster. Ze vertegenwoordigde haar vaderland op de Olympische Winterspelen 2014 in Sotsji en de Olympische Winterspelen 2018 in Pyeongchang.

## Carrière
Lundby groeide op in het dorp Bøverbru in de Noorse provincie Oppland. Haar middelbare school volgde ze in Lillehammer op een school die deel uitmaakt van het Norges Toppidrettsgymnas, een school die zich speciaal richt op sporttalenten. Skispringen leerde ze bij een club in Kolbu.
In 2007 deed Lundby voor het eerst mee aan een grote wedstrijd, de Continental Cup. In 2008 nam ze deel aan het wk voor junioren. In 2009 nam ze voor het eerst deel aan het WK waar zij de allereerste vrouw was die op een wereldkampioenschap van de schans sprong. In 2014 deed Lundby voor het eerst mee aan de Olympische Winterspelen waar ze een achtste plaats haalde. Haar eerste wereldbekerzege behaalde Lundby in 2016 in het Russische Nizjni Tagil. 
Bij haar tweede Olympische Spelen in Pyeongchang won Lundby de gouden medaille.

## Resultaten

### Olympische Spelen
| Jaar | Plaats      | Resultaten |
| ---- | ----------- | ---------- |
| 2014 | Sotsji      | 8e HS106   |
| 2018 | Pyeongchang | HS106      |

### Wereldkampioenschappen
| Jaar | Plaats        | Resultaten                              |
| ---- | ------------- | --------------------------------------- |
| 2009 | Liberec       | 22e HS100                               |
| 2011 | Oslo          | 11e HS106                               |
| 2013 | Val di Fiemme | 25e HS106 4e Gemengd team HS106         |
| 2015 | Falun         | 15e HS100 · Gemengd team HS100          |
| 2017 | Lahti         | 4e HS100 5e Gemengd team HS100          |
| 2019 | Seefeld       | HS109 · Team HS109 · Gemengd team HS109 |

### Wereldbeker
Eindklasseringen
| Seizoen   | Algm  | RAW  |
| --------- | ----- | ---- |
| 2011/2012 | 26e   |      |
| 2012/2013 | 23e   |      |
| 2013/2014 | 7e    |      |
| 2014/2015 | 14e   |      |
| 2015/2016 | 6e    |      |
| 2016/2017 | Brons |      |
| 2017/2018 | Goud  |      |
| 2018/2019 | Goud  | Goud |
| 2019/2020 | Goud  | Goud |

Wereldbekerzeges
| Datum            | Plaats       | Schans |
| ---------------- | ------------ | ------ |
| 10 december 2016 | Nizjni Tagil | HS100  |
| 15 januari 2017  | Sapporo      | HS100  |
| 28 januari 2017  | Râșnov       | HS97   |
| 11 februari 2017 | Ljubno       | HS95   |
| 1 december 2017  | Lillehammer  | HS100  |
| 17 december 2017 | Hinterzarten | HS108  |
| 13 januari 2018  | Sapporo      | HS100  |
| 14 januari 2018  | Sapporo      | HS100  |
| 19 januari 2018  | Yamagata     | HS102  |
| 21 januari 2018  | Yamagata     | HS102  |
| 27 januari 2018  | Ljubno       | HS95   |
| 4 maart 2018     | Râșnov       | HS97   |
| 11 maart 2018    | Oslo         | HS134  |
| 13 januari 2019  | Sapporo      | HS100  |
| 20 januari 2019  | Yamagata     | HS102  |
| 26 januari 2019  | Râșnov       | HS97   |
| 27 januari 2019  | Râșnov       | HS97   |
| 2 februari 2019  | Hinzenbach   | HS90   |
| 3 februari 2019  | Hinzenbach   | HS90   |
| 8 februari 2019  | Ljubno       | HS95   |
| 16 februari 2019 | Oberstdorf   | HS137  |
| 17 februari 2019 | Oberstdorf   | HS137  |
| 12 maart 2019    | Lillehammer  | HS140  |
| 14 maart 2019    | Oslo         | HS134  |
| 24 maart 2019    | Tsjaikovski  | HS140  |
| 7 december 2019  | Lillehammer  | HS140  |
| 8 december 2019  | Lillehammer  | HS140  |
| 26 januari 2020  | Râșnov       | HS97   |
| 23 februari 2020 | Ljubno       | HS94   |
| 10 maart 2020    | Lillehammer  | HS140  |